# Градимир Стојковић
Градимир Стојковић (Мраморак, код Ковина, 3. март 1947 — Брестовик, код Гроцке, 18. фебруар 2025) био је српски књижевник. Најчитанији је прозни дечји писац од 1990-их до 2020-их година на просторима бивше Југославије. Све његове књиге су доживеле више издања (Хајдук у Београду преко 20, уз тираж преко 500.000 примерака). Његове песме и приче су превођене на енглески, француски, италијански, немачки, руски, словачки, бугарски, румунски, мађарски и македонски језик.

## Биографија
Рођен је 3. марта 1947. године у банатском селу Мраморак као млађи син у породици учитеља, а касније директора сеоске основне школе, Боривоја и Мирјане Стојковић, службенице у тадашњој сеоској општини. Стојковићи су, осим Градимира, имали и 4 године старијег сина Александра. Године 1953. Градимир полази у основну школу. Већ у трећем разреду осваја своју прву награду за књижевност, Змајеву награду за песму. На жалост, та песма је загубљена.
Године 1957. породица Стојковић сели се у Вршац и Градимир се уписује у ОШ „Вук Караџић”, где наставља да осваја награде за своје прве песме, а једну објављује и локални лист.
Године 1965. уписује студије електроенергетике на Техничком факултету београдског Универзитета, које убрзо напушта. Исте године са две песме је заступљен у зборнику Осуђени на нежност, објављеном у Панчеву. Наредних година добија прве награде за песме на Конкурсу поезије младих Војводине. Снима и неколико ауторских аматерских филмова. Након три године, 1968. уписује се на Вишу педагошку школу у Београду, одсек општетехничког образовања. Писао је годинама за лист „Панчевац”.
До смрти живео је у Брестовику, месту у београдској општини Гроцка. Умро је у Брестовику 18. фебруара 2025, после краће болести. Сахрањен је 20. фебруара 2025. на гробљу у Гроцкој.

## Педагошки рад
Вишу педагошку школу завршава 1970. и запошљава се у београдској ОШ „Ђура Даничић” као наставник основа технике. Почиње да се бави дечјим филмом и оснива Фото-кино клуб у школи, а потом и Атеље младих талената. Фотографије и филмови деце којима је ментор освајају бројне награде у Југославији и иностранству. Као наставник ради све до 1995. године. У међувремену, у тешким и суморним данима 1993-94. ради за УНИЦЕФ и ОKSФАМ програме за децу Хајде да се играмо по избегличким центрима Србије.
По напуштању посла наставника накратко се запошљава у маркетингу компаније Бел Паџет, где оснива и уређује дечји часопис Деци Бел, али већ следеће године запошљава се у Библиотеци града Београда, у општинској библиотеци „Лаза Костић” на београдској општини Чукарици. Води трибине Бранко Ћопић (књижевност за децу) и Међу јавом и међ сном (књижевност за одрасле), све до њихових укидања 2004. године. У пензију одлази 2010. године. У међувремену ради на медијском описмењавању наставника у невладиној организацији Медијафокус. Одржавао је преко 2 хиљаде књижевних сусрета са децом Србије, Црне Горе, Македоније, Хрватске, Републике Српске, Босне и Херцеговине, Мађарске и Румуније.

## Књижевни рад
Године 1961. завршава основну школу, породица Стојковић се сели у Панчево, а Градимир се уписује у Техничку школу „Никола Тесла”, електpо смер. Исте године постаје члан панчевачког КУД „Атеље младих”, месту окупљања младих панчевачких глумаца, редитеља, сликара, музичара, књижевника, новинара и филмских стваралаца, што пресудно утиче на његов живот. Већ следеће године објављује први пут причу Повратак у Еден у београдском часопису Будућност. Године 1963. добија награду за песму на конкурсу поезије младих Војводине, који расписује панчевачка библиотека. У жирију су те године били Мирослав Антић, Ђорђе Влајић и Милош Николић. Први пут објављује песму у листу Панчевац. Исте године снима први аматерски филм, а наредних година још неколико, за које добија награде на фестивалима широм тадашње Југославије. У филмовима је најпре био сценариста и сниматељ. Добија другу, потом и прву награду за песму на Конкурсу поезије младих Војводине. Објављује песме по листовима и часописима тадашње Југославије. Почиње да пише за лист Панчевац.
Културно-просветна заједница Панчева објављује му, 1969. године, прву збирку песама Потомак равнице. Наставља са књижевним радом и у јануару 1973. бива примљен у Удружење књижевника Србије - Друштво књижевника Војводине. Године 1982. добија прву књижевну награду Драгојло Дудић за роман у рукопису Рат Новаков и мир, који следеће године објављује београдски издавач „Четврти јул”. Издавачка кућа „Вук Караџић” из Београда објављује 1985. године његов роман за младе Хајдук у Београду, који бива награђен наградом Политикин забавник. У наредним годинама овај роман доживљава бројна издања, тираж од неколико стотина хиљада примерака и бива више од петнаест година најчитанија књига за младе по библиотекама широм земље. Објављује бројне романе за младе, збирке песама и приповедака. Постаје један од најтиражнијих и најчитанијих писаца за младе. Добија бројне књижевне награде. Године 2017. брисан је са списка Удружења књижевника Србије. Године 2022. постаје члан Српског књижевног друштва.
Од 2010. године, када је премијерно изведена, у Позоришту лутака у Нишу изводи се представа „Хајдук у Београду“, по тексту Градимира Стојковића, а у режији Милана Мађарева. У представи играју глумци Позоришта лутака.

### Романи
- Рат Новаков и мир (1983; награда „Драгојло Дудић” за роман у рукопису 1982. године)
- Хајдук у Београду (1985; награда за најбоље књижевно дело намењено младима „Политикин забавник” 1985. године)
- Хајдук против ветрењача (1989)
- Хајдук са друге стране (1991; награда за најбоље књижевно дело за децу „Невен” 1991. године)
- Све моје глупости (1995; награда за најбоље књижевно дело за децу „Невен” 1995. године, награда дечјег жирија „Доситејево перо” за 1997. годину)
- Желим (1996)
- Буба (1997)
- Копао сам дубок зденац (1997; награда дечјег жирија „Доситејево перо” за 1998. годину)
- Хајдук на Дунаву (1998; награда дечјег жирија „Доситејево перо” за 1999. годину)
- Први (1999)
- Хајдук чува домовину (2000; награда дечјег жирија „Доситеј” за 2000. годину)
- Хајдук остаје Хајдук (2001; награда дечјег жирија „Доситеј” за 2001. годину)
- Хајдук у четири слике (2002; награда дечјег жирија „Доситејево перо” за 2002. годину)
- Сан (2002; награда Вечерњих новости „Гордана Брајовић”за најбољу књигу намењену деци у 2002. години)
- Хајдук из Београда (2003; награда дечјег жирија „Доситејево перо” за 2003. годину)
- Хајдук по Хималаји (2005)
- Маја у облацима (2005; награда Змајевих дечјих игара „Раде Обреновић” за најбољи роман намењен младима у 2005. години)
- Радуј се, младићу (2008)
- Свако мора једном (2010; 2. део романа Радуј се, младићу)
- Ја као ти - ти као ја (2011)
- Град (2013)
- Посао за дечаке а понекад и за девојчице (2014)
- Нико нас није хтео (2014; 3. део романа Радуј се, младићу)
- На брегу кућа мала (2016,награда дечјег жирија „Доситеј” за 2017. годину )[4]
- Пета девојчица, Марја (2018,награда дечјег жирија „Доситеј” за 2019. годину)
- Не брините за сутра (2020)
- Све моје лудости (2022)

### Збирке приповедака
- Оно време (награда дечјег жирија „Доситеј”, 1997)
- Саставни део живота (2004)
- Три Езопове басне од Градимира Стојковића (2008)
- Врло кратко: имам једну тајну (2010, плакета „Мали принц“ Тузла 2011. године)
- Једном ја тако имам једну тајну (2011)
- Езопове басне по новој моди (2013)[4]
- И нико ни да примети (2021)

### Књиге поезије
- Потомак равнице (1969)
- Туђа врата (1972)
- Скупо доба (1976)
- Песме (1979)
- У овом шашавом животу (1991)
- Плава постеља (1997)
- Ко се овде фолира (1998)
- Потомак равнице - избор (2002)
- Чардак без земље без неба (2017) (награда "Момчило Тешић" 2017)
- Као што то обично бива (2020)

### Избор поезије и прозе
- Боље вас нашли (заједно с Драгомиром Ћулафићем, 2002)
- Једном ја тако/Главом кроз зид (2005)
- (Не)успела шала („Сребрно Гашино перо” за најдуховитију књигу, 2005)
- КБСЗ књига (2006)
- Можда вечерас (2007)[4][5]

### Приручници
коаутор приручника:
- Pars pro toto (медијска писменост за наставнике основних школа)
- Читати медије (мултимедијални пројекат за медијско описмењавање)[6]

## Награде
- Драгојло Дудић за 1982. годину
- Политикин забавник за 1985. годину
- Вуково перо за 1991. годину за поезију
- Књижевна награда Невен за 1991. и 1995. годину
- Награда дечјег жирија Доситејево перо за 1997, 1998, 1999, 2002. и 2003. годину
- Награда Доситеј Обрадовић за 1997, 2000, 2001, 2017 и 2019. годину
- Награда „Матија Бан” 1998. године за књижевно стваралаштво
- Награда Змајевих дечјих игара за стваралачки допринос изразу у књижевности за децу у 1998. години
- Награда Фестивала песника за децу „Булка” 1999. године
- Златно Гашино перо 1999. године за укупно стваралаштво (Фестивала хумора за децу у Лазаревцу)
- Златно звонце популарности - Нови Сад 2004. године
- Награда Раде Обреновић Змајевих дечјих игара за најбољи роман намењен младима за 2005. годину
- Плакета Малог принца, Тузла, 2005. и 2011. године
- Златни кључић Смедеревских песничких јесени, награда за животно дело за 2007. годину
- Змајев песнички штап Змајевих дечјих игара за 2008. годину
- Повеља Змајевих дечјих игара за изузетан допринос стваралаштву за децу, безграничну оданост свету детињства и најплеменитијим људским тежњама за 2015. годину[4][6]
- Награда NAISSA Медијана фестивала дечјег стваралаштва и стваралаштва за децу, за свеукупан допринос књижевности за децу, за сва весела, раздрагана и лепршава детињства, Ниш, 2018. године.
- Награда „Момчило Тешић” за сезону 2017/2018, за књигу песама, Пожега 2018. године.

## Галерија
- Поводом манифестације "Дечја недеља", Града у Вранићу (3. септембра 2018, хол испред библиотеке "Бранко Ћопић" у Вранићу)
- "Дечја недеља" у Вранићу (3. септембра 2018)
- "Дечја недеља" у Вранићу (3. септембра 2018)